# NGC 6614
NGC 6614 ist eine linsenförmige Galaxie vom Hubble-Typ E-SB0 im Sternbild Pfau am Südsternhimmel, die schätzungsweise 189 Millionen Lichtjahre von der Milchstraße entfernt ist.
Das Objekt wurde am 20. Juni 1835 von dem britischen Astronomen John Herschel entdeckt.